# Oleksandr Syrsky
Oleksandr Stanislavovytch Syrsky (en ukrainien : Олександр Станіславович Сирський), né le 26 juillet 1965 à Novinki dans l'oblast de Vladimir, est un militaire ukrainien, colonel général, commandant des forces terrestres d'Ukraine de 2019 à 2024 et commandant en chef des forces armées ukrainiennes depuis le 8 février 2024.

## Biographie

### Jeunesse
Oleksandr Stanislavovytch Syrsky naît le 26 juillet 1965 dans le hameau de Novinki, dans l'oblast de Vladimir, en RSFS de Russie au sein d'une famille de militaires. La famille Syrsky est ethniquement russe : les parents et le frère de Syrsky vivent en Russie en 2023.
Dans les années 1970, Oleksandr Syrsky suit son père dans sa nouvelle affectation militaire à Kharkov, en RSS d'Ukraine. Après avoir terminé sa scolarité à Kharkov, Oleksandr Syrsky intègre l'école militaire supérieure de commandement de Moscou (en) en 1982 et en sort diplômé en 1986.
À partir de 1986, il est commandant d'une section de fusiliers motorisés du 426e régiment de la 25e division de fusiliers motorisés de la Garde (uk) basée à Loubny, dans l'oblast de Poltava. Syrsky et son unité sont déployés dans la guerre d'Afghanistan. Il reste à cette affectation après la chute de l'URSS et le transfert à l'Ukraine nouvellement indépendante des troupes de l'Armée rouge stationnées dans l'ancienne RSS.

### Service dans l'armée ukrainienne
De 1993 à 1995, Syrsky commande un bataillon de fusiliers de la 6e division de la Garde Nationale (uk) avant de prendre la tête d'un régiment de la même division. Il est diplômé en 1996 d'une formation tactique à l'Académie de Défense Nationale de Kiev. De 2000 à 2002, Oleksandr Syrsky est commandant adjoint de la 72e division mécanisée du 8e corps d'armée (Ukraine) avant d'en prendre la tête lorsque cette division est réduite pour devenir la 72e brigade en 2002.
Syrsky reste à ce poste jusqu'en 2007, année lors de laquelle il passe chef d'état-major et premier commandant adjoint du commandement opérationnel conjoint des forces armées ukrainiennes, un poste subordonné au chef d'état-major général (en). De 2011 à 2012, Oleksandr Syrsky est premier chef adjoint de la direction principale de la coopération militaire et des opérations de maintien de la paix de l'état-major général ukrainien. En novembre 2013, Syrsky participe à des discussions au siège de l'OTAN au nom du ministère de la défense ukrainien pour transformer l'armée ukrainienne et la baser sur les normes de l'Alliance atlantique.

### Guerre russo-ukrainienne

#### Guerre du Donbass
Après le déclenchement de la guerre du Donbass en avril 2014, Oleksandr Syrsky est nommé chef d'état-major des « opérations anti-terroristes » (selon la terminaison officielle ukrainienne pour désigner la lutte contre les séparatistes prorusses de l'est du pays). Il est notamment l'un des principaux commandants loyalistes lors de la bataille de Debaltseve au début de l'année 2015, qui se solde par une défaite face aux séparatistes. Syrsky coordonne alors la difficile retraite des troupes loyalistes. Pour ces actions à Debaltseve, Oleksandr Syrsky reçoit l'Ordre de Bohdan Khmelnitsky 3e classe et est promu lieutenant-général. En 2016, il dirige le quartier général opérationnel conjoint des forces armées ukrainiennes, qui coordonne les actions opérationnelles des différentes forces de sécurité dans le Donbass. En 2017, il commande l'ensemble de la zone d'opération antiterroriste dans l'est de l'Ukraine, qui est renommée en Opération des Forces Conjointes (ukrainien : Операція об'єднаних сил) ou OFC (ukrainien : ООС) au début de l'année suivante.
Du 6 mai au 5 août 2019, Oleksandr Syrsky est brièvement commandant de l'état-major opérationnel conjoint des forces armées ukrainiennes avant de devenir commandant de l'armée de terre. Le 23 août 2020, Syrsky est promu colonel général

#### Invasion de l'Ukraine

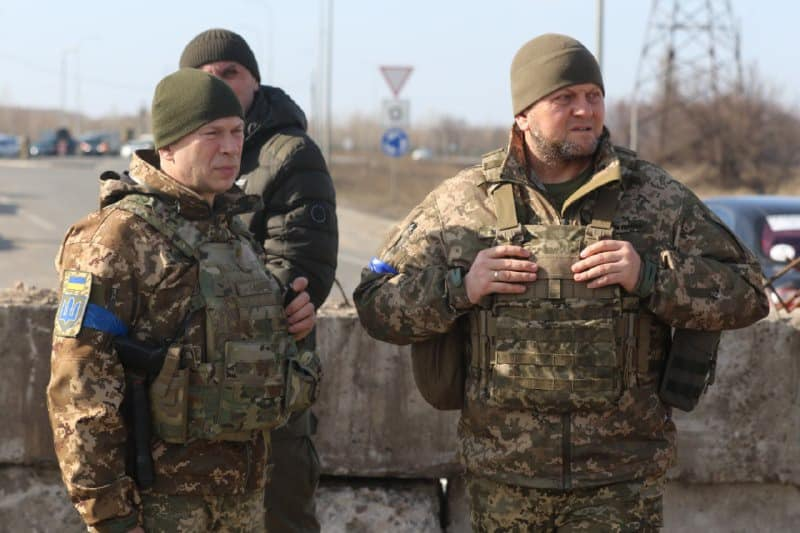
Oleksandr Syrsky, à gauche, et Valeri Zaloujny lors de la défense de Kiev, le 16 mars 2022.

Oleksandr Syrsky organise la défense de Kiev durant les premières semaines de l'invasion russe, entre février et mars 2022,. Une telle offensive ne fait pourtant pas partie des possibilités qu'il avait envisagées : Syrsky imaginait plutôt une offensive limitée au Donbass. Malgré cela, l'armée ukrainienne est sensible aux avertissements occidentaux et Oleksandr Syrsky organise deux lignes de défense autour de la capitale et divise la zone en secteurs à la tête desquels il place des généraux autonomes. Ces derniers peuvent prendre des décisions sans en référer à l'état-major, ce qui augmente la réactivité ukrainienne face à une armée russe perçue comme lente. Syrsky serait également à l'origine de la vidange du réservoir de Kiev, pour ralentir l'avancée russe. Pour ses actions dans la défense de Kiev, Oleksandr Syrsky est fait Héros de l'Ukraine en avril 2022.
Syrsky dirige ensuite l'offensive autour de Kharkiv en septembre 2022,. Après ces deux opérations victorieuses, Oleksandr Syrsky commande la bataille de Bakhmout, caractérisée par de violents combats de tranchées qui font des milliers de morts dans les rangs ukrainiens.
Oleksandr Syrsky est nommé commandant en chef des forces armées ukrainiennes le 8 février 2024, en remplacement de Valeri Zaloujny

## Méthodes de commandement
L'appréciation du général Syrsky au sein de l'armée ukrainienne est mitigée. Il est dans un premier temps loué pour sa défense victorieuse de Kiev et la contre-offensive de Kharkiv mais sa volonté à défendre Bakhmout coûte que coûte finit par lui valoir le surnom de « Boucher » auprès de ses troupes. Cette appréciation au sein des troupes est nettement moins favorable que celle dont bénéficiait Valeri Zaloujny. Ce dernier était extrêmement populaire en Ukraine, notamment pour avoir cherché à limiter autant que possible le coût humain de la guerre,.
Avant la stabilisation du front, Oleksandr Syrsky privilégie des tactiques inspirées de l'OTAN et basées sur de petites unités très mobiles pour défaire une armée russe mieux équipée mais pesante. Syrsky a en effet participé depuis 2013 aux travaux de transition de l'armée ukrainienne d'un modèle soviétique à un modèle occidental.
Cependant, la bataille de Bakhmout marque dans son commandement un retour vers le style soviétique et la guerre d'attrition tant que le « ratio des pertes » est favorable à l'Ukraine. Si cette approche a pu trouver des soutiens, qui y voient la preuve que Syrsky est un commandant fort qui sait mettre ses sentiments de côté, elle a aussi suscité des critiques de la part de militaires ukrainiens et d'alliés internationaux (Américains notamment). Oleksandr Syrsky est vu par certains de ses subordonnés comme un général ancré dans le modèle soviétique, incapable de s'adapter aux nouvelles tactiques et technologies, et prêt à engager ses troupes dans des affrontements sanglants.